# コンテ・カンドリ
コンテ・カンドリ（Conte Candoli、1927年7月12日 - 2001年12月14日）は、西海岸を拠点とするアメリカのジャズ・トランペッター。ウディ・ハーマン、スタン・ケントン、ベニー・グッドマン、ディジー・ガレスピーのビッグ・バンドで演奏したり、ジョニー・カーソンがホストを務める『ザ・トゥナイト・ショー』においてドク・セヴェリンセン率いるNBCオーケストラで演奏したりした。彼はジェリー・マリガンと共演し、フランク・シナトラのテレビ特番にも出演している。また、サックスのクインテット、リズム・セクション、およびトランペットまたはトロンボーンのいずれかで構成される、チャーリー・パーカーのトリビュート・バンドであるスーパーサックスでレコーディングを行った。

## 略歴
コンテ・カンドリはトランペッターのピート・カンドリの弟であった。アメリカ合衆国インディアナ州ミシャワカ生まれ。1943年の夏、ミシャワカ高校に在学中、セコンド・"コンテ"・カンドリは、ウディ・ハーマンのファースト・ハード (First Herd)に在籍した。1945年に卒業した後、彼はバンドにフルタイムで参加し、トランペット・セクションに兄のピートと並んで座った。コンテはすぐツアーに出て、ハーマン、スタン・ケントン、ベニー・グッドマン、ディジー・ガレスピーらと一緒に、それから10年間にわたって在籍した。
1954年、スタン・ケントンから離れたカンドリは、サイドマンのチャビー・ジャクソン、フランク・ロソリーノ、ルー・レヴィと共に自身のグループを結成した。彼はすぐロサンゼルスに移り、ショーティー・ロジャース、バド・シャンク、ボブ・クーパーと共にライトハウス・オールスターズに参加し、4年間在籍した。
カンドリと『ザ・トゥナイト・ショー』との長い関係は1967年に始まり、ジョニー・カーソンが1972年にショーをカリフォルニア州バーバンクに移したとき、彼はオーケストラのトランペット・セクションの常連となった。ショーを行い、彼が望んでいたすべてのスタジオ作業を行い、時折コンサートやクリニックを行っている。「1986・ウィチタ・ジャズ・フェスティバル」にて、ジェローム・リチャードソン、バーニー・ケッセル、モンティ・アレクサンダーと共に、WJFオールスターとして1986年にカンザス州へと足を踏み入れた。カーソンが1992年に引退した後も、時どきドク・セヴェリンセンとツアーを行い、自身のソロ演奏を楽しんだ。
彼の演奏力は、ジェリー・マリガン、シェリー・マン、テリー・ギブス、テディ・エドワーズ、ビング・クロスビー、サミー・デイヴィス・ジュニア、サラ・ヴォーンなどショー・ビジネスのトップ・ネームとの演奏やレコーディングの機会を彼にもたらした。さまざまなオーケストラと共に多くの映画に出演し、フランク・シナトラのすべてのテレビ特番に出演した。
カンドリは1997年に、インターナショナル・ジャズ・ホール・オブ・フェイムに、殿堂入りした。彼はカリフォルニア州パームデザートにて74歳で前立腺癌によって亡くなった。

## メンバーとして在籍したバンド

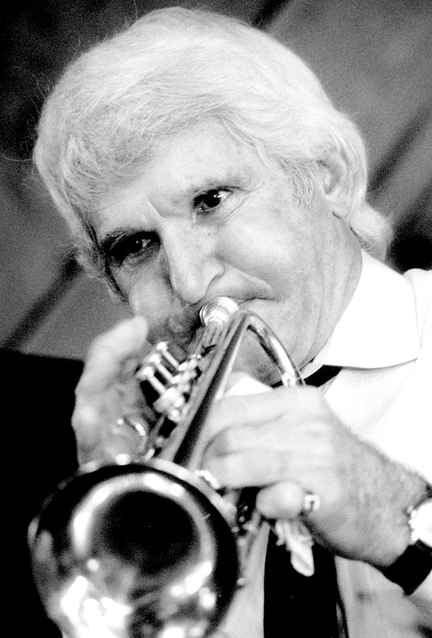
バッハ・ダンシング & ダイナマイト・ソサエティでのカンドリ。カリフォルニア州ハーフムーンベイ（1988年）

| バンド                                                             | 在籍年                                            |
| ------------------------------------------------------------------ | ------------------------------------------------- |
| ウディ・ハーマンズ・ファースト・ハード                             | 1943年夏 1945年 –                                 |
| チャビー・ジャクソンのフィフス・ディメンショナル・ジャズ・グループ |                                                   |
| スタン・ケントン                                                   | 1948年                                            |
| チャーリー・ヴェンチュラの「バップ・フォー・ザ・ピープル」         | 1949年                                            |
| スタン・ケントン                                                   | 1951年–1954年                                     |
| テリー・ギブス・ドリーム・バンド                                   | –                                                 |
| ジェリー・マリガンのコンサート・ジャズ・バンド                     | 1960年–1961年                                     |
| ハワード・ラムゼイのライトハウス・オールスターズ                   | 1956年–1960年                                     |
| スーパーサックス                                                   |                                                   |
| ザ・トゥナイト・ショー・バンド                                     | 1967年–1972年 (ゲスト) 1972年–1992年 (レギュラー) |
| カンドリ・ブラザース                                               | 1957年–1962年                                     |

## ディスコグラフィ

### リーダー・アルバム
- 『シンシアリー・コンテ』 - Sincerely, Conte Candoli (1954年)
- 『トゥーツ・スイート』 - Toots Sweet (1955年) ※『パワーハウス・トランペット』として再発あり
- 『ウエスト・コースト・ウェイラーズ』 - West Coast Wailers (1955年)
- Groovin' Higher: Conte Candoli Quintet (1955年)
- Groovin' High: Conte Candoli, Vol. 2 (1955年)
- 『コンテ・カンドリ・カルテット』 - Conte Candoli Quartet (1957年)
- 『ムーチョ・カラー』 - Mucho Calor (1957年) ※with アート・ペッパー、ラス・フリーマン、ベン・タッカー、ビル・パーキンス、チャック・フローレス
- 『リトル・バンド、ビッグ・ジャズ』 - Little Band Big Jazz (1960年)
- 『復活』 - Conversation (1974年) ※with フランク・ロソリーノ
- Old Acquaintance (1985年) ※with フィル・ウッズ
- Fine and Dandy (1987年) ※コンピレーション
- Sweet Simon (1992年)
- 『シンキング・オブ・ユー』 - Thinking Of You (1993年) ※with レイン・デ・グラーフ、ボブ・クーパー
- Meets the Joe Haider Trio (1994年)
- Portrait of a Count (1966年)
- Candoli Live (2002年)
- The Complete Phoenix Recordings, Vol. 1 (2002年) ※コンピレーション

### カンドリ・ブラザース
- 『ザ・ブラーズ・カンドリ』 - The Brothers Candoli (1957年、Dot)
- Bell, Book, and Candoli (1959年、Dot)
- 『2・フォー・ザ・マネー』 - 2 for the Money (1959年、Mercury)
- There Is Nothing Like a Dame (1962年、Warner Bros.)
- Candoli Brothers (1978年、Dobre) ※日本盤はピート・カンドリ『フロム・ザ・トップ』に2in1として収録
- 『エコー』 - Echo (1983年、Atlas)
- Two Brothers (1999年、Hindsight)

### 参加アルバム
スタン・ケントン
- Popular Favorites by Stan Kenton (1953年、Capitol)
- Sketches on Standards (1953年、Capitol)
- This Modern World (1953年、Capitol)
- 『ポートレイツ・オン・スタンダーズ』 - Portraits on Standards (1953年、Capitol)
- 『ザ・ケントン・エラ』 - The Kenton Era (1955年、Capitol) ※1940年–1954年録音
- Kenton / Wagner (1964年、Capitol)
- The Innovations Orchestra (1997年、Capitol) ※1950年–1951年録音

シェリー・マン
- 『シェリー・マンのピーター・ガン』 - Shelly Manne & His Men Play Peter Gunn (1959年、Contemporary)
- 『アット・ザ・マン・ホール』 - Ruth Price with Shelly Manne & His Men at the Manne-Hole (1961年、Contemporary) ※with ルース・プライス
- 『シェリー・マン&ヒズ・メン・アット・ザ・マンホール』 - Live! Shelly Manne & His Men at the Manne-Hole (1961年、Contemporary)
- Shelly Manne & His Men Play Checkmate (1961年、Contemporary)
- 『マイ・フェア・レディ』 - My Fair Lady with the Un-original Cast (1964年、Capitol)
- Manne–That's Gershwin! (1965年、Capitol)
- 『ボス・サウンズ!』 - Boss Sounds! (1966年、Atlantic)
- 『ジャズ・ガン』 - Jazz Gunn (1967年、Atlantic)
- Perk Up (1976年、Concord Jazz) ※1967年録音

ショーティー・ロジャース
- 『マーシャンズ・カム・バック』 - Martians Come Back! (1956年、Atlantic)
- 『ウェイ・アップ・ゼア』 - Way Up There (1957年、Atlantic)
- Shorty Rogers Plays Richard Rodgers (1957年、RCA Victor)
- Portrait of Shorty (1957年、RCA Victor)
- Chances Are It Swings (1958年、RCA Victor)
- The Swingin' Nutcracker (1960年、RCA Victor)
- The Music From An Invisible Orchard (1997年、RCA Victor) ※1961年録音

ラロ・シフリン
- Jazz Suite on the Mass Texts (1965年、RCA Victor) ※with ポール・ホーン
- 『モア・スパイ大作戦』 - More Mission: Impossible (1968年、Paramount)
- Mannix (1968年、Paramount)

その他
- ハワード・ラムゼイ : 『ライトハウス・オールスターズ Vol.6』 - Howard Rumsey's Lighthouse All-Stars Vol.6 (1955年、Contemporary Records)
- マニー・アルバム & アーニー・ウィルキンス : 『ドラム組曲』 - The Drum Suite (1956年、RCA Victor)
- チェット・ベイカー : 『チェット・ベイカー・ビッグ・バンド』 - Chet Baker Big Band (1956年、Pacific Jazz)
- ルイ・ベルソン : 『ライヴ・アット・ザ・サミット』 - Big Band Jazz from the Summit (1962年、Roulette)
- エルマー・バーンスタイン : 『黄金の腕』 - The Man with the Golden Arm (1956年、Decca) ※映画『黄金の腕』サウンドトラック
- バディ・ブレグマン : 『スウィンギン・キックス』 - Swinging Kicks (1957年、Verve)
- ボブ・クーパー : Coop! The Music of Bob Cooper (1958年、Contemporary)
- ソニー・クリス : 『ソニーズ・ドリーム』 - Sonny's Dream (1968年、Prestige)
- テディ・エドワーズ : Feelin's (1974年、Muse)
- ヴィクター・フェルドマン : Latinsville! (1960年、Contemporary)
- メイナード・ファーガソン : 『ディメンションズ』 - Dimensions (1955年、EmArcy)
- メイナード・ファーガソン : Maynard Ferguson Octet (1955年、EmArcy)
- クレア・フィッシャー : 『マンテカ』 - Manteca! (1965年、Pacific Jazz)
- クレア・フィッシャー : 『シソーラス』 - Thesaurus (1969年、Atlantic)
- ギル・フラー : Night Flight (1965年、Pacific Jazz)
- スタン・ゲッツ : 『ウェスト・コースト・ジャズ』 - West Coast Jazz (1955年、Norgran)
- スタン・リーヴィー : 『今こそドラムを叩く時』 - This Time The Drum's On Me (1955年、Bethlehem)
- ディジー・ガレスピー : 『ニュー・コンチネント』 - The New Continent (1962年、Limelight)
- ジャック・モントローズ : 『ジャック・モントローズ・セクステット』 - Jack Montrose Sextet (1955年、Pacific Jazz)
- フランク・モーガン : 『フランク・モーガン・オン・GNP』 - Frank Morgan (1955年、Gene Norman Presents)
- ジェリー・マリガン : 『マリガン・コンサート・ジャズ・バンド』 - The Concert Jazz Band (1960年、Verve)
- ジェリー・マリガン : 『コンサート・ジャズ・バンド・オン・ツアー・ウィズ・ズート・シムズ』 - Gerry Mulligan and the Concert Jazz Band on Tour (1962年、Verve)
- ジョー・ニューマン : 『サルート・トゥ・サッチ』 - Salute to Satch (1956年、RCA Victor)
- ジャック・ニッツェ : Heart Beat (Soundtrack) (1980年、Capitol)
- アニタ・オデイ : 『クール・ヒート』 - Cool Heat (1959年、Verve)
- アート・ペッパー : 『ゲッティン・トゥゲザー』 - Gettin' Together (1958年、Contemporary)
- ベティ・ロシェ : 『A列車で行こう』 - Take the "A" Train (1956年、Bethlehem)
- ピート・ルゴロ : Ten Trumpets and 2 Guitars (1961年、Mercury)
- バド・シャンク : 『風のささやき』 - Windmills of Your Mind (1969年、Pacific Jazz) ※with ミシェル・ルグラン
- ジェラルド・ウィルソン : 『黄金の剣』 - The Golden Sword (1966年、Pacific Jazz)